# Richard Ayoade
Richard Ayoade, né le 23 mai 1977 dans le quartier londonien d'Hammersmith, est un humoriste, acteur, réalisateur et scénariste britannique.
Il est connu pour avoir interprété le personnage de Moss dans la série The IT Crowd de Graham Linehan (2006-2010). En 2010, il scénarise et réalise son premier film, Submarine.

## Biographie
Richard Ellef Ayoade est le fils unique d'une mère norvégienne, Dagny, et d'un père nigérian, Layide Ade Laditi Ayoade. Lycéen à l'établissement Saint-Joseph d'Ipswich, il poursuit sa scolarité au collège St Catharine's College de l'université de Cambridge (1995-1998) où il reçoit une récompense pour la mise en scène d'une pièce de théâtre et préside le club de théâtre amateur de l'université, communément appelé Footlights, en 1997 et 1998.
Le 8 septembre 2007, il épouse l'actrice Lydia Fox.

## Filmographie

### En tant qu'acteur
- 2003-2007 : The Mighty Boosh : Saboo
- 2004 : Garth Marenghi's Darkplace : Dean Learner/Thornton Reed
- 2006 : Man To Man with Dean Learner : Dean Learner
- 2006-2010 : The IT Crowd : Maurice Moss
- 2012 : Voisins du troisième type :  Jamarcus
- 2014 : Les Boxtrolls : Mr. Pickles (voix)
- 2015-2019 : Travel man : Lui même
- 2017 : Paddington 2 de Paul King : un enquêteur
- 2018 : Pomme & Oignon : Oignon (voix)
- 2019 : The Souvenir de Joanna Hogg
- 2019 : The Mandalorian s01e06 : Zero (voix)
- 2020 : The Mandalorian s02e02 : Zero (voix)
- 2020 : Soul : Jerry (voix)
- 2020 : Désenchantée s03e04 : Alva (voix)
- 2021 : La Vie extraordinaire de Louis Wain (The Electrical Life of Louis Wain) de Will Sharpe :
- 2022 : Désenchantée - 1 épisode : Alva (voix)
- 2023 : La Merveilleuse Histoire de Henry Sugar (The Wonderful Story of Henry Sugar) (court métrage) de Wes Anderson : Dr Marshall / Grand Yogi
- 2025 : Les Bad Guys 2 (The Bad Guys 2) de Pierre Perifel : Pr Marmalade (voix)
- 2025 : The Phoenician Scheme de Wes Anderson :

### En tant que réalisateur
- 2004 : Garth Marenghi's Darkplace
- 2006 : Man To Man with Dean Learner
- 2008 : At The Apollo (DVD live du groupe Arctic Monkeys)
- 2008 : Oxford Comma (clip du single du groupe Vampire Weekend)
- 2010 : Submarine
- 2011 : Community (épisode Critical Film Studies)
- 2013 : The Double (également coscénariste)

### En tant que scénariste
- 2010 : Submarine (scénario adapté d'après le roman homonyme de Joe Dunthorne)

## Distinctions

### Récompenses
- British Independent Film Awards 2011 : meilleur scénario pour Submarine
- British Academy Television Awards 2014 : meilleure performance masculine dans un rôle comique pour The IT Crowd